# Santa Cruz del Comercio
Santa Cruz del Comercio – gmina w Hiszpanii, w prowincji Grenada, w Andaluzji, o powierzchni 16,89 km². W 2011 roku gmina liczyła 584 mieszkańców.
Miasto nosiło nazwę „Santa Cruz de Alhama” do 1884 r.